# (1390) Abastumani
(1390) Abastumani – planetoida należąca do zewnętrznej części pasa głównego asteroid okrążająca Słońce w ciągu 6 lat i 137 dni w średniej odległości 3,44 au. Została odkryta 3 października 1935 roku w Obserwatorium Simejiz na górze Koszka na Półwyspie Krymskim przez Piełagieję Szajn. Nazwa planetoidy pochodzi od Abastumani, miejscowości w Gruzji, gdzie znajduje się Obserwatorium Astrofizyczne Abastumani. Przed nadaniem nazwy planetoida nosiła oznaczenie tymczasowe (1390) 1935 TA.